# Jimi Jamison
Jimmy Wayne Jamison, conocido artísticamente como Jimi Jamison (Durant, 23 de agosto de 1951 - Memphis, 1 de septiembre de 2014), fue un cantante de rock y compositor estadounidense, vocalista de Survivor durante el período de mayor éxito de esta banda, desde 1984 hasta 1989, una corta reunión en el año 1992, posteriormente en 2000 hasta 2006 y finalmente desde 2011 hasta su muerte en 2014. Jamison también es el autor de la canción "I'm Always Here", tema principal de la serie de televisión de los 90' Guardianes de la bahía ("Los vigilantes de la playa").

## Inicios de su carrera
Jimmy Wayne Jamison nació en Misisipi, aunque recién nacido se trasladó con su madre, Dorothy (1932-2009) a Memphis, Tennessee. En su adolescencia aprendió a tocar la guitarra y el piano, mientras perfeccionaba sus habilidades vocales. Durante la escuela (Messick Jr. High School), tocaba en una banda de estilo R&B llamada The Debuts y lanzó su primer sencillo "If I Cry" para ATCO Records, el que significaría su debut en 1967. Mientras terminaba sus estudios universitarios en la Universidad de Memphis en Radio / TV y Periodismo, formó parte de la banda D-Beaver, y lanzaron un único álbum, Combinations en 1971 para Steve Cropper's TMI Label.

### Target(1973-1979)
A principios de la década de 1970 Jamison, estuvo al frente de la banda local de Memphis, Target. Jamison y el grupo sacaron un par de álbumes (Target - 1976 y Captured - 1977) de A&M, más un concierto en vivo en la preparatoria Cotton (el cual marcó su inicio de contrato con la compañía discográfica), y abrieron conciertos para Black Sabbath, Boston, y Kiss durante su trayectoria como grupo musical.

### Cobra(1982-1983)
Luego pasó a convertirse en el vocalista de la banda, bien conocida a  principios de 1980, Cobra, juntándose en 1982 con los suecos residenciados en Memphis, el guitarrista Mandy Mayer (ex-Krokus) y el bajista Tommy Keiser. El resto de los integrantes fueron Jack Holder en el teclado (ex-Black Oak Arkansas) y el baterista Jeff Klaven y con el manager Butch Stone (que a su vez fue manager de Target, Krokus y Black Oak Arkansas). Elaboraron un solo álbum (First Strike - 1983) para Epic Records, e hicieron un concierto en vivo en Memphis. Luego del gran éxito iniciado, cada uno de los miembros de la banda, optaron por caminos distintos, por lo que trajo su separación a finales de 1983.

## Survivor
Después de la separación de Cobra en 1983, fue invitado a hacer una audición y a unirse a Survivor, cuyo éxito había estado en decadencia desde su hit número uno, "Eye of the Tiger", y seguirían estando en declines tras los problemas vocales de su cantante Dave Bickler. Aunque en un principio no era inflexible, se acerca al frente de lo que él considera más que solo una banda de "rock pop", lo que contrasta significativamente con los estilos de heavy metal de Cobra a lo que se había acostumbrado, Jamison finalmente tras el gran empuje por parte de sus agentes y el deseo de la banda de quererlo a él y no seguir buscando, aceptó y se convirtió en el nuevo vocalista de Survivor.
Jamison proporcionó una chispa instantánea para Survivor, la primera canción de la banda con Jimi Jamison fue "The Moment of Truth", tema del éxito de taquilla The Karate Kid (1984). Luego llegaría el quinto álbum de la banda y el primero con Jamison, "Vital Signs" el cual salió en agosto de 1984 para Scotti Bros. encabezado con el primer sencillo exitoso "I Can't Hold Back", seguido de otros éxitos incluidos "High On You", "The Search is Over" y "First Night" los cuales catapultaron su vuelta al estrellato (N° 16 de Estados Unidos en el "Billboard Album") con todas las canciones escritas y compuestas por Jim Peterik y Fankie Sullivan. 
A finales de 1985, la banda tuvo otro hit con "Burning Heart", una canción de la banda sonora de Rocky IV que además se convertiría en el tema de la película, alcanzó el puesto número 2 en el Billboard Hot 100 a principios de 1986. Su segundo álbum con la banda, When Seconds Count en octubre de 1986 para Scotti Bros., contenía otro Top 10 hit, "Is This Love?". En la lista "Billboard Album" el álbum sólo alcanzó el número 49, pero se las arregló para vender más de 500.000 copias y alcanzó el certificado disco de oro. Este álbum también encontró a Jamison, haciendo más contribuciones de composición a las canciones de la banda, ya que él coescribió cuatro de las canciones del disco, incluyendo otro memorable sencillo, "Man Against the World", el cual también aparece en la banda sonora de Rocky IV. Los otros temas fueron "How Much Love", "Rebel Son" y "In Good Faith". Uno de los mayores ajustes que tenía que hacer con la realización de Survivor, estaba dando el derecho a realizar visitas de otros artistas. "A veces vamos a empezar a hacer un bis y alguien dirá:" Vamos a hacer una canción de Led Zeppelin! '", Dijo Jamison a Nine-O-One Network Magazine en 1987." Quieres decir "Sí, Sí!' Pero luego en el último minuto decimos: 'No, será mejor que hagamos esto."
"Too Hot to Sleep", lanzado el 3 de octubre de 1988, marcó el último álbum de Survivor para la década de 1980. Mientras Jamison y sus compañeros de banda creían que era uno de sus mejores discos (con Jamison, incluso citando retrospectivamente de que fue su álbum favorito), Too Hot to Sleep sufrió una falta de promoción de la discográfica, y no fue tan exitosa como las versiones anteriores, esto fue debido a conflictos que tenían con su compañía discográfica, más no por su música, solamente 2 sencillos llegaron a ser notorios, "Across The Miles" y "Didn't Know it was Love", con Jamison volviendo a componer un par de temas para la banda ("Rhythm of the City" y "Too Hot Too Sleep"). La banda se tomó un descanso hasta 1993.
Entre sus actuaciones más conocidas son "Burning Heart", de la película Rocky IV con Sylvester Stallone, que llegó al número 2 en el Billboard Hot 100, "The Search is Over" (Nº 4 de Estados Unidos), "High On You" (N° 8 de Estados Unidos), "Is This Love?" (N° 9 de Estados Unidos), "I Can't Hold Back" (Nº 13 de Estados Unidos), "How Much Love" (Nº 51 de Estados Unidos), "First Night" (Nº 53 de Estados Unidos), "Didn't Know it was Love" (Nº 61 de Estados Unidos), "The Moment of Truth" (Nº 63 de Estados Unidos) para Karate Kid, "Across The Miles" (Nº 74 de Estados Unidos) y "Man Against the World" (Nº 86 de Estados Unidos).

## Carrera como solista
En 1989, Jamison aportó su propia versión de "Ever since the world began", una canción de Survivor que había registrado inicialmente antes de su paso por la banda, a la película Lock Up. Ese mismo año, se le pidió ser el reemplazo de voz principal de Deep Purple, que acababa de despedir a Ian Gillan. Jon Lord, organista de Deep Purple, se refirió a Jamison en una entrevista de 1993: "Era un enorme fan de Deep Purple y felizmente habría hecho cargo del trabajo. Pero en aquel momento él tenía miedo de sus mánagers. No querían que se fuera (Survivor) y no se atrevió a entrar en una pelea con ellos ". De hecho, el sello discográfico de Jon Lord (Purple Records) estaba preparando el lanzamiento del nuevo álbum de Jamison, "When Love Comes Down" (que finalmente apareció en 1991), y que querían que se quedara y promover el registro en lugar de unirse a Deep Purple.
Los fans del programa "Baywatch" reconocerán su voz, puesto que Jamison coescribió y cantó "I'm Always Here", el tema de la exitosa serie de televisión de los noventa, y más tarde lanzó otro álbum en solitario, "Empires" bajo el nombre de "Jimi Jamison's Survivor" en 1999 para Top Noch Records incluyendo el tema de la serie, en este álbum cuenta con el poder de la voz inconfundible de Jamison, además el álbum cuenta con 3 canciones en vivo proveniente de sus giras como Jimi Jamison's Survivor, "Too Hot to Sleep", "Rebel Son" y "Burning Heart". Más tarde en 2003 luego de una batalla en juicio por el nombre de la banda, el álbum saldría bajo su propio nombre.
Entre sus actuaciones más conocidas de sus 2 álbumes son "Taste of Love" (aparecería en un episodio de la serie Baywatch), "Rock Hard", "A Dream Too Far", "Keep it Evergreen" (canción navideña), "Empires" (dúo con Lisa Frasier) y "Love is Alive" (tema de Gary Wright 1976).
Jamison compuso y cantó el tema del luchador miembro del salón de la fama de la WWE, Big Boss Man, estando para la WWF. A lo largo de la década de los 90, Jamison realizó demasiadas sesiones y demostraciones, el cual hoy en día siguen apareciendo canciones que no dieron luz (la razón más probable es que estos temas se hicieron para venderlos a otros artistas), todas en colaboración con diferentes artistas, amigos y compositores, por ejemplo: "The Mofo Sessions" con Steve Cox en 1993 cuenta con temas al estilo Blues y AOR, la mayoría de los temas fueron grabados en el estudio del hogar de Jimi, él estaba en los vocales, Steve en la sintonía y programación, Hal McCormack y John Roth en guitarras, Buddy Davis en guitarra principal (Buddy fue compañero de Jimi en tiempos de Target) y Hal Butler en teclado y piano (Hal tocaría y en el álbum "Empires" y también en los tours de Jimi Jamison's Survivor). 
"Have Mercy: The Demos" son temas realizados estando de gira como Jimi Jamison's Survivor incluidos los temas "Power Over Me" y "Every beat of my Heart" (temas para la banda Atlantic). "Never Surrender" y "When The Heart Takes Control" tenían previsto aparecer en la película de Stallone, Rocky V, pero no lo lograron. El resto de los demos se pueden encontrar como Jamo Sessions (Sesiones de Jimi).

### Jimi Jamison's Survivor
En 1992 Jamison realizó una gira bajo el nombre de "Jimi Jamison's Surivor". Su propia banda de acompañamiento durante los años fuera de Survivor estaban incluidos Binder, Pete Mendillo, Klay Schroedel, Paul Brown, Hal Butler, Jeff Adams, y Chris Adamson. Tras el éxito de la gira en el extranjero de ese año, Sullivan contacta al mánager de Jamison y pidió ser incluido en la gira; actuó de ocho a diez fechas antes de abandonar el grupo. Poco después, a finales de 1992-principios de 1993, Survivor fue aprovechado para hacer un paquete de nuevos y más amplios éxitos con dos nuevas canciones. Por un corto tiempo, Peterik, Sullivan y Jamison se reunieron en el estudio para grabar nuevo material para el nuevo paquete y próxima gira mundial. Pero después de las negociaciones del contrato se rompieron, Jamison renunció y regresó en la carretera de nuevo como "Jimi Jamison's Survivor".
Con Jamison estando de gira como Survivor, Peterik y Sullivan presentaron una demanda en contra de su ex colega por usar el nombre, pero al final no pudo (en el momento) en su intento de dejar que Jamison de las giras bajo el lema "Survivor". No fue hasta finales de septiembre de 1999, Sullivan, que había dado a luz otra demanda en contra de Jamison, obtuvo la propiedad del nombre "Survivor", poniendo así fin a la batalla de la marca en curso.

## Regreso aSurvivor2000-2006
Jamison más tarde se reuniría con Survivor en 2000, en sustitución de su cantante original de Dave Bickler. La banda comenzó a grabar material para un nuevo álbum. La canción "Velocitized" se creó para ser incluida en la banda sonora de la película de Stallone "Driven" en 2001, sin embargo no hizo el corte. También hicieron una gira, las bandas de Styx y REO Speedwagon le siguieron. La reunión también llevó a la banda a Alemania para una larga serie de conciertos durante varios meses. 
En 2005, Jamison fue presentado con la banda en el comercial Starbucks, dicho comercial les dio una nominación al premio Emmy, el cual parodió "Eye of the Tiger". Jamison se quedó con la banda hasta el lanzamiento de su tan esperado álbum, "Reach", el 25 de abril de 2006 para Frontiers Records, álbum con el que cuenta con temas donde Jamison compuso con Peterik y Sullivan los cuales fueron "Give Me the Word" colaborado con su hija Amy, "Reach", "Don't Give Up", "Home" y cuenta con un tema que ya había preparado en los 90, "Rhythm of your Heart". Él dejó la banda poco después, y fue reemplazado por el cantante Robin McAuley.

## Regreso a solista y colaboraciones
En 2005 trabajó con Withney Wolanin para el tema, "It Takes Two".
El 11 de julio de 2008, Jamison se había asociado con el exmiembro de Survivor, Jim Peterik y lanzó su tercer álbum en solitario llamado "Crossroads Moment" en Europa para Frontiers Records. El álbum fue producido por Peterik y puesto en libertad en los Estados Unidos en 2009 con un tema más, "Streets of Heaven". Y el 2 de agosto de 2010 lanzaron un álbum juntos titulado "Extra Moments", el cual cuenta con canciones que no lograron aparecer en el anterior de Jimi y mismos temas pero cantados por Peterik.
En 2009 y 2010 se realizó un lleno total de gente en el concierto Firefest para asistir a una de sus grandes presentaciones, el festival anual de rock melódico en Nottingham, Inglaterra. Contando con los éxitos "It's the Singer not the Song", "Caught in the Game", "Didn't Know it was Love", "I See you in Everyone", "Is This Love", temas propios como "Blood on Your Money" (de Cobra), "A Dream Too Far", "Crossroads Moments", "I'm Always Here" y concluyendo con "Burning Heart" y "Eye of The Tiger".

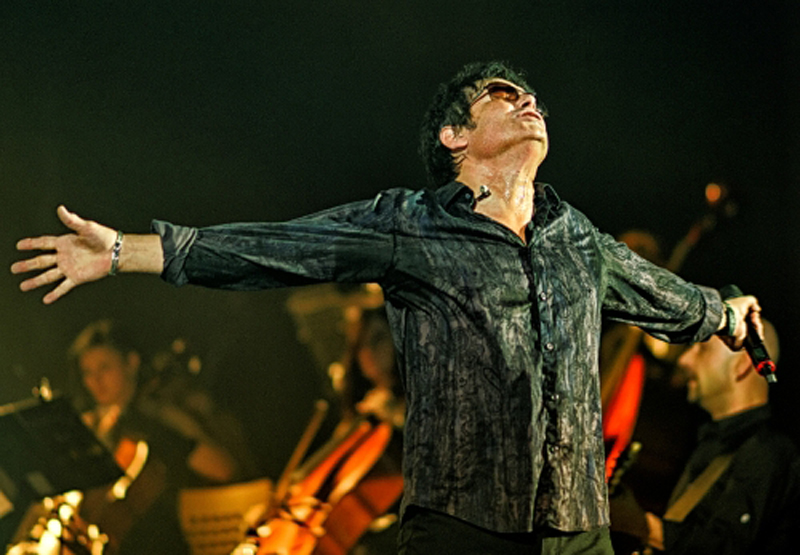
Jamison en When Rock Meets Classic en Alemania 2012

En 2010 dio a luz un par de sencillos, "It Wouldn't Feel Like Christmas", canción navideña y "House That Love Built", un solo de Jimi en beneficio de la Casa Ronald McDonald de Memphis. Además actuó en el anual concierto y evento When Rock Meets Classic en Alemania, cantando los temas "Burning Heart", "I Can't Hold Back", "The Search is Over".
El 14 de octubre de 2011, lanzó un álbum con Bobby Kimball (cantante y exlíder de Toto) titulado "Kimball/Jamison", cuenta un par de videos musicales de los temas "Can't Wait For Love" y "Worth Fighting For". Un gran material hecho por ambos el cual de acuerdo según Kimball hubieran lanzado un segundo álbum a petición de Frontiers Records, pero lamentablemente Jamison ya había fallecido para entonces. Ese mismo año el 16 de diciembre dio a luz un álbum perteneciente a la banda "One Man's Trash" junto con Fred Zahl, titulado "History" estrenando el tema "Long Time" en una de sus presentaciones en Alemania.
Un año más tarde el 2 de noviembre de 2012 lanzó el que sería su último álbum en solitario, "Never too Late", álbum en el que Jamison quiso volver con un Hard Rock melódico recordando a los 80 pero por supuesto moderno. En diciembre de ese mismo año, Jamison lanzó con colaboración de Peterik, una colección de canciones inéditas al género Country que en su mayoría son material que Jimi y Peterik trabajaron en una especie de experimento divertido antes de que Frontiers Records les pidiera hacer Crossroads Moments y en colaboración con Kenny Mims de Nashville, titulado "Unreleased Music" incluyendo el tema del ex-grupo de Peterik (Pride of Lions) "The Sound of Home" y "Heart of a Woman" proveniente del álbum "Extra Moments". 
Él continuó de gira con Survivor hasta su muerte. Poco después, dieron a luz temas que había hecho, uno en colaboración con Gema Pearl "Forever Ended Today" y "Summer Rains" con Radioactive. Además cuenta con otros temas en colaboración, "Space Cowboy" con Jordan Rudess, "L.A. Woman", "Comin' Home" con Dominoe y trabajó con Indicco en algunas de sus canciones de su álbum "Karmalion".

## 2011, Último Regreso a Survivor

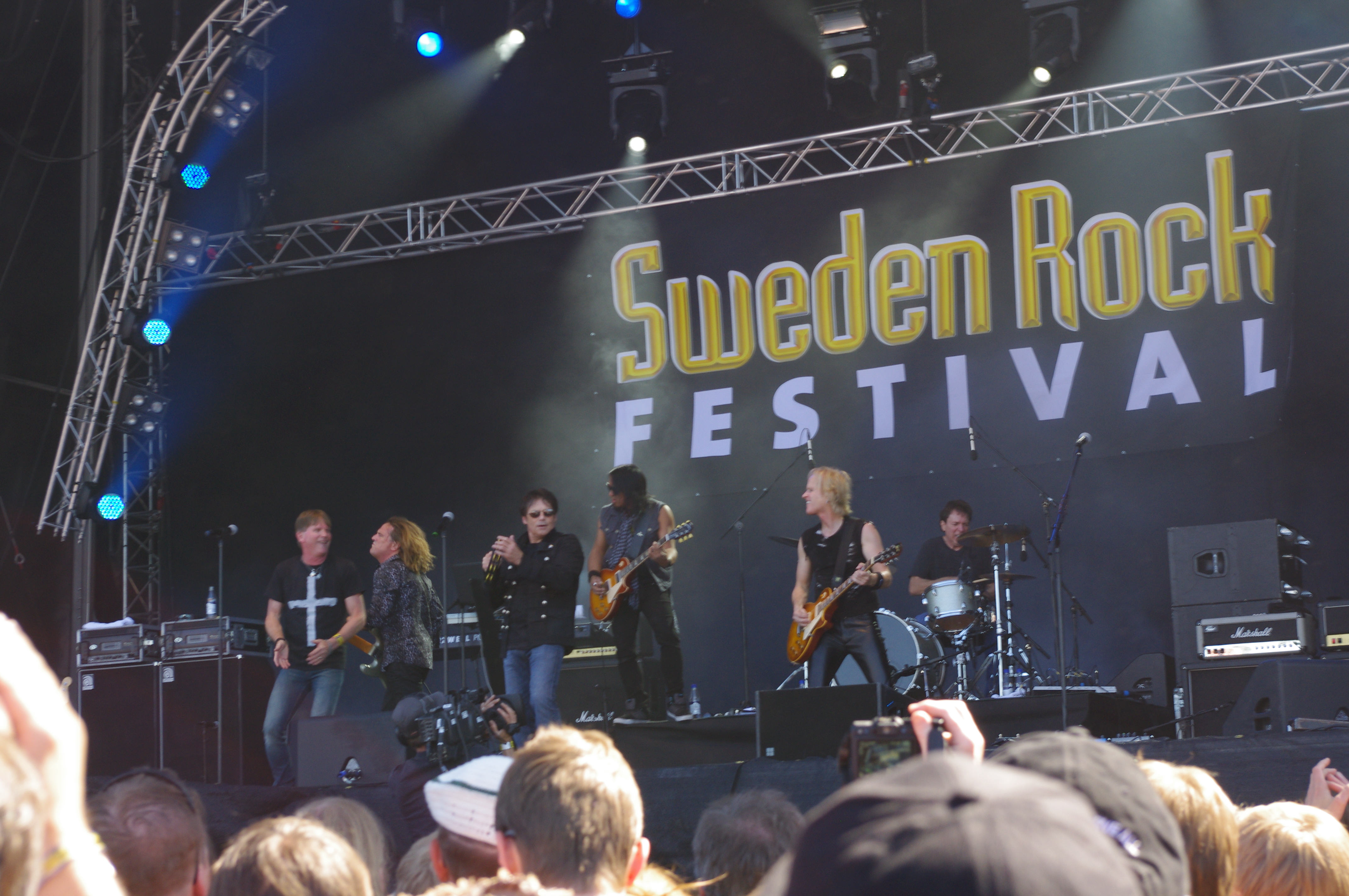
Survivor en la Sweden Rock Festival

El 13 de noviembre de 2011, Jamison lideró y cantó "Eye of the Tiger" para la entrada del campeón de boxeo Manny Pacquiao en el ring en su pelea contra Shane Mosley en el MGM Grand de Las Vegas. Impulsado por la demanda popular, repetiría la actuación al año siguiente para la próxima defensa del título del boxeador. El 15 de noviembre de 2011, Jamison anunció su regreso a Survivor después de una ausencia de cinco años.
Su último concierto fue el 30 de agosto de 2014 en Morgan Hill, California, en un evento a beneficio de la lucha contra el cáncer durante la Serie ARTTEC de Conciertos de Verano.

## Vida personal
Jimi se casó con Brenda Fey en 1972, matrimonio que duró hasta 1983 y tuvieron una hija llamada Amy. Años después se casó con Deborah en febrero de 2007 y tuvo 2 hijos James Michael y Lacy y tuvo una nieta llamada Lola.

## Fallecimiento
Jamison murió el 1 de septiembre de 2014 en su casa en Memphis, Tennessee, de un ataque al corazón, luego de actuar con la banda la noche del sábado en el norte de California. Su autopsia reveló que la causa real de la muerte fue un derrame cerebral hemorrágico, al que contribuyó una "intoxicación aguda con metanfetaminas". Algunas partes de la letra de "I'm Always Here", que cantó, están escritas en su tumba.

## Legado

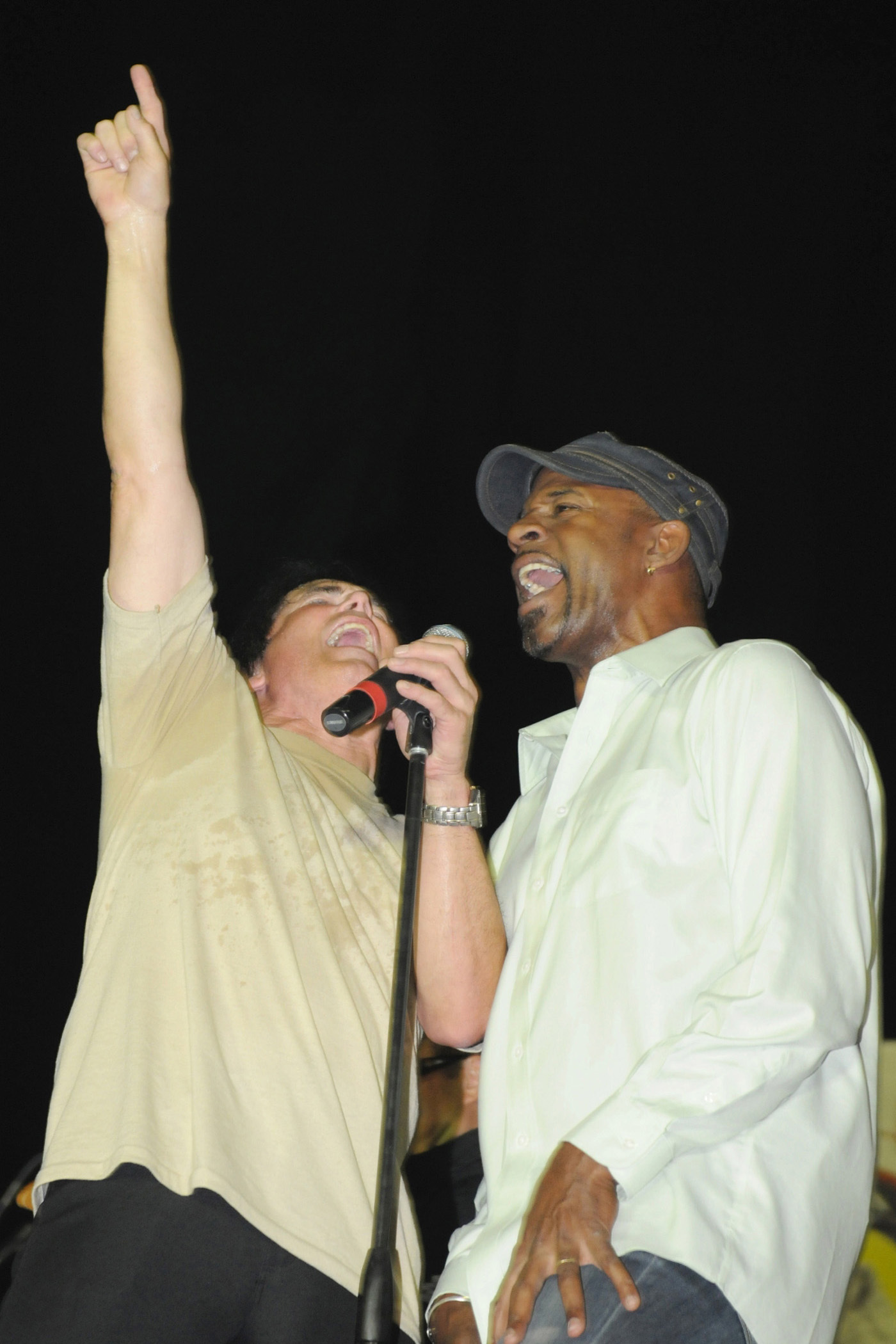
Jimi Jamison y Skip Martin (cantante de la banda Kool and the Gang) cantando “Eye of the Tiger” en el concierto de Camp Liberty, en Iraq.

Jamison era bien conocido por sus contribuciones a obras de caridad. Fue un participante en el evento anual de recaudación de fondos de caridad "Fondo de Navidad de Rockin", entre otros. Participó con la Fundación Make-A-Wish y los beneficios para el Hospital de Investigación Infantil St. Jude cada año, Los Juegos Olímpicos Especiales, y la Fundación ARF, con Tony La Russa de los Cardenales de San Luis. Además fue miembro fundador de la organización Voces de Rock clásico.
Desde sus humildes comienzos en zonas rurales de Mississippi a la súper estrella local que reside en Memphis, sus logros traen a la mente otra leyenda del rock and roll de Memphis, Elvis Presley, a quien Jimi se encontró cuando era un niño, mientras que Elvis estaba en una de sus famosas salidas de compras

## Discografía

### Solo
| Álbum                | Año  | Compañía discográfica                   | Intérpretes                  | Género            |
| -------------------- | ---- | --------------------------------------- | ---------------------------- | ----------------- |
| When Love Comes Down | 1991 | Scotti Brothers, Purple Records         | Jimi Jamison                 | Rock              |
| Empires              | 1999 | Frontiers Records, Top Noch Records     | Jimi Jamison                 | Hard Rock         |
| Crossroads Moment    | 2008 | Frontiers Records                       | Jimi Jamison                 | Rock              |
| Extra Moments        | 2010 | Frontiers Records, Melodic Rock Records | Jimi Jamison & Jim Peterik   | Rock              |
| Kimball/Jamison      | 2011 | Frontiers Records                       | Jimi Jamison & Bobby Kimball | Hard Rock         |
| Never Too Late       | 2012 | Frontiers Records                       | Jimi Jamison                 | Melodic Hard Rock |

### Survivor
| Álbum              | Año  | Compañía discográfica    | Intérpretes | Género    | BillBoard US |
| ------------------ | ---- | ------------------------ | ----------- | --------- | ------------ |
| Vital Signs        | 1984 | Scotti Brothers, Volcano | Survivor    | Rock      | 16°          |
| When Seconds Count | 1986 | Scotti Brothers, Epic    | Survivor    | Rock      | 49°          |
| Too Hot to Sleep   | 1988 | Scotti Brothers          | Survivor    | Rock      | 188°         |
| Reach              | 2006 | Frontiers Records        | Survivor    | Hard Rock | -            |

### Otros
| Grupo/Banda                              | Álbum/Sencillo                      | Año  | Compañía discográfica     | Intérpretes                  | Género      |
| ---------------------------------------- | ----------------------------------- | ---- | ------------------------- | ---------------------------- | ----------- |
| The Debuts                               | If I Cry                            | 1967 | ATCO                      | Jimi Jamison                 | Blues       |
| D-Beaver                                 | Combinations                        | 1971 | Steve Cropper's TMI Label | D-Beaver                     | Blues       |
| Target                                   | Live at the High Cotton             | 1975 | A&M Records               | Target                       | -           |
| Target                                   | Target                              | 1976 | A&M Records               | Target                       | -           |
| Target                                   | Captured                            | 1977 | A&M Records               | Target                       | -           |
| Dergamo & Key                            | This Ain't Hollywood                | 1980 | Forefront Records         | Dergamo & Key (voz de fondo) | -           |
| Cobra                                    | First Strike                        | 1983 | Epic Records              | Cobra                        | Heavy Metal |
| Cobra                                    | Live Attack                         | 1983 | Epic Records              | Cobra                        | Heavy Metal |
| Krokus                                   | Headhunter                          | 1983 | -                         | Krokus (voz de fondo)        | -           |
| Joe Walsh                                | Got Any Gum?                        | 1987 | -                         | Joe Walsh (voz de fondo)     | -           |
| Rick & Steve Worrall con Shawn lane      | Worrall                             | 1991 | Yesterrock Records        | -                            | -           |
| Joe Walsh                                | Ordinary Average Guy                | 1991 | -                         | Joe Walsh (voz de fondo)     | -           |
| Joe Walsh                                | Songs for a Dying Planet            | 1992 | -                         | Joe Walsh (voz de fondo)     | -           |
| Jamo                                     | The Mofo Sessions                   | 1993 | -                         | Jimi Jamison & Steve Cox     | Blues/Rock  |
| Dergamo & Key                            | Head It Up                          | 1993 | Sony BMG                  | Dergamo & Key (voz de fondo) | -           |
| Dergamo & Key                            | To Extremes                         | 1994 | Benson                    | Dergamo & Key (voz de fondo) | -           |
| Jimi Jamison's Survivor                  | Have Mercy: The Demos               | 2000 | -                         | Jimi Jamison                 | Rock        |
| Survivor                                 | Ultimate Survivor                   | 2004 | -                         | Survivor                     | AOR Rock    |
| Survivor                                 | Extended Versions MTV Live in Japan | 2005 | -                         | Survivor                     | Rock        |
| One Man's Trash                          | History                             | 2011 | JSR Starhouse Records     | Jimi Jamison & Fred Zahl     | Pop/Rock    |
| Jimi Jamison                             | Unreleased Music                    | 2012 | -                         | Jimi Jamison                 | Country     |
| Indicco                                  | Karmalion                           | 2013 | New Venture Music         | Indicco & Jimi Jamison       | -           |
| An All-Star tribute to Setve Miller Band | Fly like an Eagle                   | 2013 | Purple Pyramid Records    | Jimi Jamison & Jordan Redus  | Rock        |
| Radioactive                              | Four                                | 2014 | -                         | -                            | -           |

### Sencillos

#### Solo
| Canción             | Álbum                | Año  | Intérpretes                  | Género            | Compositores               |
| ------------------- | -------------------- | ---- | ---------------------------- | ----------------- | -------------------------- |
| Rock Hard           | When Love Comes Down | 1991 | Jimi Jamison                 | Rock              | -                          |
| Taste of Love       | When Love Comes Down | 1991 | Jimi Jamison                 | Rock              | -                          |
| True Lovers         | When Love Comes Down | 1991 | Jimi Jamison                 | Rock              | -                          |
| I Believe in Love   | When Love Comes Down | 1991 | Jimi Jamison                 | Rock              | -                          |
| I'm Always Here     | Empires              | 1999 | Jimi Jamison                 | Rock              | -                          |
| Empires             | Empires              | 1999 | Jimi Jamison & Lisa Frasier  | Rock              | -                          |
| Love is Alive       | Empires              | 1999 | Jimi Jamison                 | Rock              | -                          |
| A Dream too Far     | Empires              | 1999 | Jimi Jamison                 | Rock              | -                          |
| Crossroads Moments  | Crossroads Moment    | 2008 | Jimi Jamison                 | Rock              | -                          |
| Heart of a Woman    | Extra Moments        | 2010 | Jimi Jamison                 | Rock              | Jimi Jamison & Jim Peterik |
| Can't Wait For Love | Kimball/Jamison      | 2011 | Jimi Jamison & Bobby Kimball | Hard Rock         | -                          |
| Worth Fighting For  | Kimball/Jamison      | 2011 | Jimi Jamison & Bobby Kimball | Hard Rock         | -                          |
| Sound of Home       | Unrelased Music      | 2012 | Jimi Jamison                 | Country           | -                          |
| Never too Late      | Never Too Late       | 2012 | Jimi Jamison                 | Melodic Hard Rock | -                          |

#### Survivor
| Canción                      | Álbum                                   | Año  | Intérpretes | Género       | Compositores                                 | Billboard Hot 100 US |
| ---------------------------- | --------------------------------------- | ---- | ----------- | ------------ | -------------------------------------------- | -------------------- |
| The Moment of Truth          | Karate Kid Soundtrack, Vital Signs      | 1984 | Survivor    | Rock         | Jim Peterik & Frankie Sullivan               | 63°                  |
| The Search is Over           | Vital Signs                             | 1984 | Survivor    | Rock, Ballad | Jim Peterik & Frankie Sullivan               | 4°                   |
| High On You                  | Vital Signs                             | 1984 | Survivor    | Rock         | Jim Peterik & Frankie Sullivan               | 8°                   |
| I Can't Hold Back            | Vital Signs                             | 1984 | Survivor    | Rock         | Jim Peterik & Frankie Sullivan               | 13°                  |
| First Night                  | Vital Signs                             | 1984 | Survivor    | Rock         | Jim Peterik & Frankie Sullivan               | 53°                  |
| Broken Promises              | Viatl Signs                             | 1984 | Survivor    | Rock         | Jim Peterik & Frankie Sullivan               | -                    |
| It's The Singer not The Song | Vital Signs                             | 1984 | Survivor    | Rock         | Jim Peterik & Frankie Sullivan               | -                    |
| Popular Girl                 | Viatl Signs                             | 1984 | Survivor    | Rock         | Jim Peterik & Frankie Sullivan               | -                    |
| I See you in Everyone        | Vital Signs                             | 1984 | Survivor    | Rock, Ballad | Jim Peterik & Frankie Sullivan               | -                    |
| Burning Heart                | Rocky IV Soundtrack, When Seconds Count | 1985 | Survivor    | Rock         | Jim Peterik & Frankie Sullivan               | 2°                   |
| Is this Love                 | When Seconds Count                      | 1986 | Survivor    | Rock         | Jim Peterik & Frankie Sullivan               | 9°                   |
| How Much Love                | When Seconds Count                      | 1986 | Survivor    | Rock         | Jimi Jamison, Jim Peterik & Frankie Sullivan | 51°                  |
| Man Against The World        | When Seconds Count                      | 1986 | Survivor    | Rock         | Jimi Jamison, Jim Peterik & Frankie Sullivan | 86°                  |
| In Good Faith                | When Seconds Count                      | 1986 | Survivor    | Rock         | Jimi Jamison, Jim Peterik & Frankie Sullivan | -                    |
| Oceans                       | When Seconds Count                      | 1986 | Survivor    | Rock         | Jim Peterik & Frankie Sullivan               | -                    |
| Rebel Son                    | When Seconds Count                      | 1986 | Survivor    | Rock         | Jimi Jamison, Jim Peterik & Frankie Sullivan | -                    |
| Didn't Know it was Love      | Too Hot To Sleep                        | 1988 | Survivor    | Rock         | Jim Peterik & Frankie Sullivan               | 61°                  |
| Across The Miles             | Too Hot To Sleep                        | 1988 | Survivor    | Rock, Ballad | Jim Peterik & Frankie Sullivan               | 74°                  |
| Too Hot to Sleep             | Too Hot To Sleep                        | 1988 | Survivor    | Rock         | Jimi Jamison, Jim Peterik & Frankie Sullivan | -                    |
| Desperate Dreams             | Too Hot To Sleep                        | 1988 | Survivor    | Rock         | Jim Peterik & Frankie Sullivan               | -                    |
| Give me the Word             | Reach                                   | 2006 | Survivor    | Hard Rock    | -                                            | -                    |
| Rhythm of your Heart         | Reach                                   | 2006 | Survivor    | Hard Rock    | -                                            | -                    |
| Fire Makes Steel             | Reach                                   | 2006 | Survivor    | Hard Rock    | -                                            | -                    |

#### Otros
| Canción                      | Álbum        | Año  | Intérpretes                                    | Género                 | Compositores |
| ---------------------------- | ------------ | ---- | ---------------------------------------------- | ---------------------- | ------------ |
| It's Only Love               | Captured     | 1977 | Target                                         | -                      | -            |
| Blood On Your Money          | First Strike | 1983 | Cobra                                          | Heavy Metal, Hard Rock | -            |
| I'm A Fighter                | Live Attack  | 1983 | Cobra                                          | Heavy Metal, Hard Rock | -            |
| It Takes Two                 | -            | 2005 | Withney Wolanin & Jimi Jamison                 | Pop                    | -            |
| House That Love Built        | -            | 2010 | Jimi Jamison                                   | Country                | -            |
| The Restless Kind            | History      | 2011 | One Man's Trash feat. Jimi Jamison & Fred Zahl | Pop/Rock               | -            |
| Wouldn't Feel Like Christmas | -            | 2012 | Jimi Jamison                                   | -                      | -            |
| Comin' Home                  | -            | 2012 | Dominoe & Jimi Jamison                         | -                      | -            |
| Space Cowboy                 | -            | 2013 | Jimi Jamison & Jordan Redus                    | -                      | -            |
| Summer Rains                 | Four         | 2014 | Radioactive                                    | -                      | -            |
| Forever Ended Today          | -            | 2014 | Gema Pearl & Jimi Jamison                      | -                      | -            |